# Olejowiec gwinejski
Olejowiec gwinejski (Elaeis guineensis Jacq.) – gatunek rośliny z rodziny arekowatych (Arecaceae). Najczęściej nazywany jest palmą olejową, ma również inne nazwy zwyczajowe: masłopalma gwinejska, olejnik gwinejski. Pochodzi z Afryki i Madagaskaru, jest też uprawiany w innych rejonach świata o tropikalnym klimacie, w tym Azji Południowo-Wschodniej. Główne rejony uprawy to ojczysta Demokratyczna Republika Konga, ponadto kraje Afryki Zachodniej i Afryki Środkowej, Malezja, Indonezja, Kolumbia i Ekwador. 

## Morfologia
PokrójDrzewo z pojedynczą kłodziną o wysokości do 10 m.
LiściePierzaste, z kolczastymi ogonkami liściowymi. Mają długość do 4 m i wszystkie wyrastają wachlarzowato na szczycie kłodziny.
KwiatyRoślina dwupienna. Kwiaty zebrane w rozgałęzione, gęste kwiatostany. Za młodu okryte są one dwiema okrywami, które potem rozpadają się.
OwoceŻółty lub czerwonawy pestkowiec wielkości śliwki. Nasiona oleiste (do 70% tłuszczu), zawierają także duże ilości białka (26%).

## Zastosowanie
- Olej wykorzystuje się[5]: - w przemyśle spożywczym: do produkcji margaryny, wyrobów mlecznych, czekolady,  chipsów,  batonów,  pieczywa,  zup  instant, sosów  czy  dań  gotowych. Zwłaszcza  na  terenach Azji Południowo-Wschodniej, powszechnie  stosuje  się  go  do  smażenia.  - w przemyśle kosmetycznym: do wyrobu mydła, kosmetyków, środków czystości, - w przemyśle  energetycznym: do wytwarzania biopaliw i olejów silnikowych, a także do produkcji świec i smarów.
- Nasiona należą do podstawowych produktów żywieniowych ludności zamieszkującej strefę tropikalną.
- Wytłoki są cenną paszą dla zwierząt.

## Wpływ na środowisko
Zakładanie  plantacji  olejowca  gwinejskiego  ma niekorzystyny wpływ na środowisko przyrodnicze. Przyczynia się bowiem do powstawania  wylesień  i spadku bioróżnorodności biologicznej m.in. poprzez:  wykonywane  zrębów  w  celu  uzyskania  miejsca  pod  plantację,  wyrąb  lasów  dla  uzyskania  funduszy  ze  sprzedaży drewna  na  pokrycie  kosztów  założenia  plantacji  oraz  pośrednio,  poprzez  budowę sieci  dróg  do  wcześniej  niedostępnych  obszarów.  